# Wes Welker
Wesley "Wes" Welker (født 1. maj 1981 i Oklahoma City i USA) er en amerikansk fodbold-spiller fra USA. Han spiller for Denver Broncos i NFL, på positionen wide receiver. Hans college-hold var Texas Tech Red Raiders, og trods gode præstationer for holdet blev han ikke taget i NFL-draften i 2004. Han fik dog kontrakt med San Diego Chargers, men de fyrede ham i starten af sæsonen, og i stedet kom han til Miami Dolphins, hvor han slog igennem som NFL-spiller. 5. marts 2007 skiftede han til sin nuværende klub Patriots, mod at Dolphins fik to af Patriots' draft picks i 2007-draften. I New Englands kamp i 6. runde af 2007-sæsonen den 14. oktober mod Dallas Cowboys spillede han sin bedste NFL-kamp til dato, med 124 yards og 2 touchdowns.
Den 13. Marts 2013 blev Welker hentet til Denver Broncos på en to-årig kontrakt efter sammenbrudte forhandlinger med New England Patriots, der ikke ønskede at give ham en længerevarende kontrakt. 